# Глубокая Долина (Козельщинский район)
Глубокая Долина (укр. Глибока Долина) — село,
Прилипский сельский совет,
Козельщинский район,
Полтавская область,
Украина.
Код КОАТУУ — 5322084703. Население по переписи 2001 года составляло 99 человек.

## Географическое положение
Село Глубокая Долина находится в 2-х км от правого берега реки Псёл,
примыкает к сёлам Прилипка и Глубокое (Глобинский район).

## Экономика
- Молочно-товарная ферма.